# Solbergatjärnen, Dalarna
Solbergatjärnen är en sjö i Leksands kommun i Dalarna och ingår i Dalälvens huvudavrinningsområde. Sjön har en area på 0,0709 kvadratkilometer och ligger 229 meter över havet.

## Delavrinningsområde

Solbergatjärnen ingår i det delavrinningsområde (673061-146404) som SMHI kallar för Utloppet av Insjön. Medelhöjden är 217 meter över havet och ytan är 39,65 kvadratkilometer. Räknas de 1066 avrinningsområdena uppströms in blir den ackumulerade arean 12 152,27 kvadratkilometer. Avrinningsområdets utflöde Dalälven (Österdalälven) mynnar i havet. Avrinningsområdet består mestadels av skog (47 procent) och jordbruk (13 procent). Avrinningsområdet har 7,65 kvadratkilometer vattenytor vilket ger det en sjöprocent på 19,3 procent. Bebyggelsen i området täcker en yta av 2,42 kvadratkilometer eller 6 procent av avrinningsområdet.